# Dworszowice (gmina)
Dworszowice (od 1877 Brzeźnica) – dawna gmina wiejska istniejąca w XIX wieku w guberni piotrkowskiej. Siedzibą władz gminy były Dworszowice.
Za Królestwa Polskiego gmina Dworszowice należała do powiatu nowo-radomskiego w guberni piotrkowskiej. W jej skład wchodziły: Brzeźnica Stara, Brzeźnica Stara-Osada, Dubidze, Dworszowice Kościelne, Janki, Konstantynów, Łążek i Wola Jajkowska. 31 maja 1870 do gminy przyłączono pozbawioną praw miejskich Brzeźnicę.
W 1874 roku do gminy Dworszowice włączono obszar zniesionej gminy Prusicko (Broniszew Nowy, Broniszew Stary, Kuźnica, Prusicko i Wólka Prusicka)
Gmina została zniesiona w 1877 roku  przez przemianowanie na gmina Brzeźnica.